# Moderne slavernij

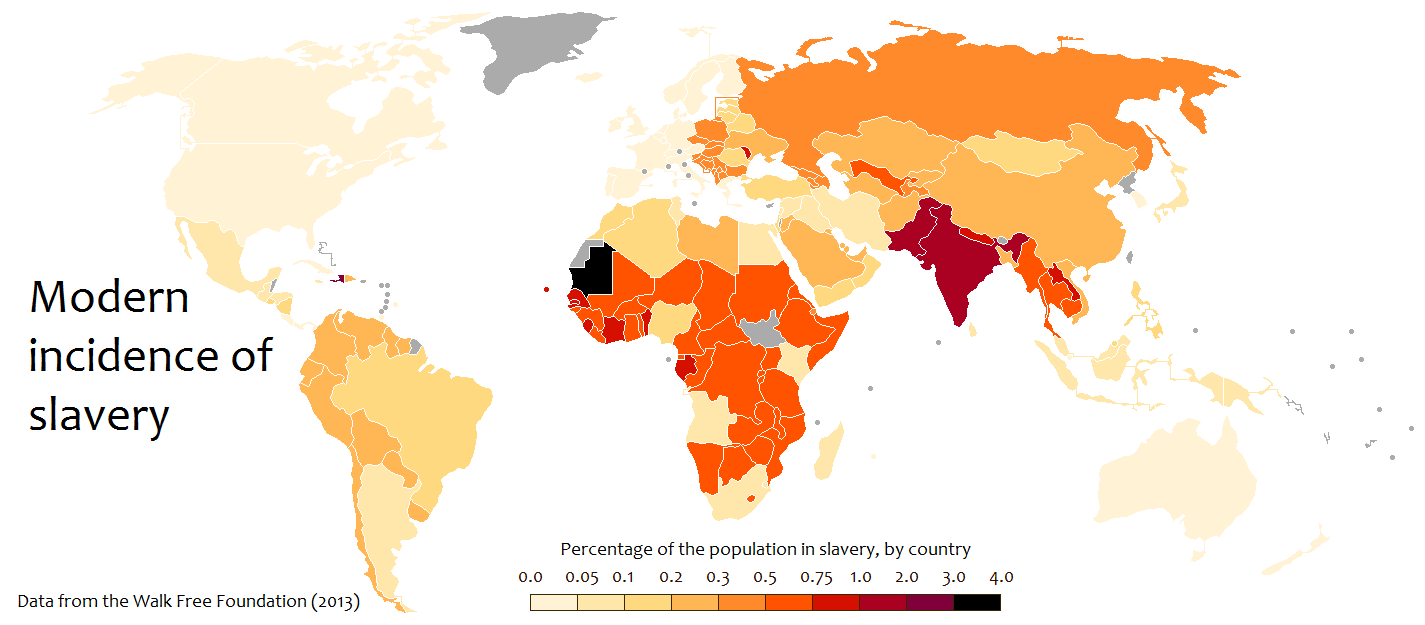
Bestaan van moderne slavernij als percentage van de gehele bevolking per land. Schattingen van de Walk Free Foundation. Schattingen van bronnen die bredere definities gebruiken vallen hoger uit.

Moderne slavernij is een term die verwijst naar praktijken in de hedendaagse geschiedenis die lijken op slavernij, ook al is slavernij wereldwijd afgeschaft en verboden (land voor land vanaf 1794 tot 1981).

## Definities en schattingen
Het Office to Monitor and Combat Trafficking in Persons, een dienst van het United States Department of State, zegt dat "“moderne slavernij,” “personenhandel” en “mensenhandel” zijn gebruikt als koepeltermen voor het rekruteren, onderbrengen, vervoeren, in levensonderhoud voorzien of verkrijgen van een persoon voor dwangarbeid of commerciële seksuele handelingen met gebruik van geweld, oplichting of dwang." Behalve deze wordt er een aantal verschillende termen gehanteerd in de Amerikaanse federale wet Victims of Trafficking and Violence Protection Act of 2000 en het Protocol to Prevent, Suppress and Punish Trafficking in Persons, especially Women and Children (Palermo Protocol van de Verenigde Naties), waaronder “onvrijwillige dienst”, “slavernij” of “praktijken die lijken op slavernij”, “schuldslavernij” en “dwangarbeid”.
Volgens Amerikaans hoogleraar Kevin Bales, medeoprichter en voormalig voorzitter van de abolitionistische organisatie Free the Slaves, is er sprake van moderne slavernij "als een persoon onder de controle staat van een ander persoon die geweld en dwang toepast om die controle in stand te houden, en als het doel van die controle uitbuiting is." Volgens deze definitie schatte onderzoek van Walk Free Foundation, gepubliceerd in haar Global Slavery Index 2016, dat er in 2016 wereldwijd ongeveer 45,8 miljoen slaven waren, waarvan 58% woonden in de top 5 landen India, Pakistan, de Volksrepubliek China, Bangladesh en Oezbekistan. Bales waarschuwde dat, omdat slavernij officieel overal is afgeschaft, de praktijk overal illegaal is en tegenwoordig dus meer verborgen voor burgers en autoriteiten. Dit maakt het onmogelijk om exacte cijfers uit primaire bronnen te krijgen. Het beste dat gedaan kan worden is schattingen maken op grond van secundaire bronnen zoals onderzoeken van de VN, krantenartikelen, rapporten van overheden en cijfers van ngo's.
In 2001 verklaarde de VN-conferentie tegen racisme, die in Durban gehouden werd, slavernij tot een van de misdaden tegen de menselijkheid. Er werd aan staten geen juridische verplichting opgelegd om compensatie te betalen. Desondanks blijft slavernij nog steeds de dagelijkse praktijk onder grote delen van de wereldbevolking. De economen Paul Schenderling en Matthias Olthaar berekenden in 2023 dat voor de Nederlandse economie 13,8 miljoen niet-westerse arbeiders aan het werk zijn in slaafse omstandigheden.

## Vormen
Anti-Slavery International ziet vormen van moderne slavernij of extreme uitbuiting in mensensmokkel, dwangarbeid, schuldslavernij, kindslavernij, gedwongen huwelijken en vooral kinderhuwelijken, seksslavernij, erfelijke slavernij, huishoudelijke slavernij, of slavernij in de productieketen de land- of mijnbouw. Ook het kafalasysteem, waarbij werkgevers het visum van arbeidsmigranten achterhouden, mondt vaak uit in een vorm van slavernij.

### Kinderslavernij
Naar schatting tien miljoen kinderen werken als slaaf. Kindsoldaten in Colombia en Afrika zijn voorbeelden van moderne slavernij. Verder werken kinderen als slaaf in steengroeven, in de tapijtindustrie in India, en op cacaoplantages in Ivoorkust. Op Haïti werken ten minste 400 duizend kinderen als slaaf, restaveks genoemd. Ook werken veel kinderen in ontwikkelingslanden onder dwang in de prostitutie, met name in Zuidoost-Azië.
De Indiër Kailash Satyarthi richtte in 1992 de Bachpan Bachao Andolan (Zuid-Aziatische Coalitie tegen Kinderslavernij) (SACCS) op. De SACCS voerde een keurmerk in voor niet met kinderarbeid vervaardigde producten, en voerde bevrijdingsacties uit. Dankzij felle protesten in India werden tienduizenden kinderen bevrijd.

### Militaire dienstplicht in Eritrea
In juni 2016 werd door de Verenigde Naties de extreem lange militaire dienstplicht in Eritrea, die voor vele mannen reden is het land te ontvluchten en elders asiel aan te vragen, aangemerkt als een moderne vorm van slavernij.De duur van deze dienstplicht is officieel achttien maanden, maar in werkelijkheid kan het meer dan tien jaar duren. Bovendien blijft een Eritreeër tot ongeveer vijftigste als reservist in dienst.

### Noord-Korea
Noord-Koreaanse dwangarbeiders worden te werk gesteld in China, Rusland, Qatar en Europa. De Noord-Koreaanse arbeiders moeten doorgaans twaalf uur per dag, zes dagen per week werken en ze mogen nergens heen zonder toestemming. Ze beschikken ook niet over een eigen paspoort of een arbeidscontract. Volgens het rapport krijgen ze maar een fractie van het loon dat Poolse werkgevers betalen, net genoeg voor eten, sigaretten en bier. De rest van hun salaris strijken de Noord-Koreaanse autoriteiten op. Na het werk zijn er – net als in Noord-Korea zelf – vaak ideologische drilsessies om de aanhankelijkheid aan de Kim-dynastie te bestendigen.
Een onderzoeksteam, bestaande uit Koreadeskundigen (Remco Breuker), mensenrechtenspecialisten en arbeidsrechtdeskundigen (Klara Boonstra, VU), zeggen dat er jaarlijks zo’n 500 Noord-Koreaanse arbeiders in Polen arriveren, die drie tot vijf jaar blijven. Tussen 2008 en 2015 heeft Polen in totaal 2.783 arbeidsvergunningen voor Noord-Koreanen afgegeven. Mogelijk gaat het om meer mensen.
Een studie van de Verenigde Naties suggereerde vorig jaar dat Noord-Korea wereldwijd zo’n 50.000 arbeiders naar het buitenland stuurt. Het zou het regime tussen de 1 en 2 miljard dollar opleveren

### Terrorisme
In 2014/'15 werd in de media bericht dat de terreurorganisatie ISIS in de veroverde gebieden in Irak en Syrië op grote schaal vrouwen, met name van de religieuze Jezidi-minderheid, zou deporteren en onderwerpen aan gedwongen huwelijken en verkoop voor seksuele slavernij.
In 2016 wendde Walk Free zich tot de Veiligheidsraad van de Verenigde Naties met een petitie waarin opgeroepen werd deze praktijken te laten vervolgen door het Internationaal Strafhof.
Ook de terreurorganisatie Boko Haram maakte zich met de massaontvoering van schoolmeisjes in Nigeria 2014 schuldig aan een vorm van seksslavernij.

### Visserij-industrie
Volgens Human Rights Watch wordt met name de Thaise vis-exportsector, een miljardenindustrie, geplaagd door mensenrechtenschendingen, ondanks de beloften van de overheid om de dwangarbeid in de visverwerkende industrie te bestrijden. Uit interviews met 248 vissers bleek dat deze slachtoffers van mensenhandel vaak worden verleid door valse beloften van makelaars in "mooie banen in de fabriek”, en vervolgens op vissersboten worden gedwongen, waar ze “gevangen en verhandeld worden als vee”, en tegen hun wil maanden of jaren op zee moeten doorbrengen, met lange werkdagen onder gevaarlijke omstandigheden. Niet zelden worden ze geslagen of zelfs gedood.

## Bestrijding

### Protest tegen moderne slavernij
De slavernij en haar geschiedenis zijn nog steeds belangrijke onderwerpen voor schrijvers. Zo schreef de Zuid-Afrikaan Ronald Segal, die lange jaren als ANC-aanhanger in ballingschap verbleef, zowel een boek over de Westerse slavernij (The black diaspora 1996) als meer recentelijk een studie van de slavernij en slavenhandel van de islamitische wereld (Islam's black slaves 2001).

### Organisaties
Diverse organisaties en initiatieven ijveren voor het in kaart brengen en bestrijden van alle moderne vormen van slavernij.

#### Anti-Slavery International
Deze Britse liefdadigheidsinstelling werd reeds in 1839 opgericht in de strijd tegen elke vorm van slavernij, waar ook ter wereld. Ook worden geregeld bijgewerkte rapporten en overzichten gepubliceerd.

#### Walk Free Foundation (WFF)
Dit initiatief uit 2001 is opgezet door de Minderoo Foundation, een filantropische organisatie van de Australische miljonair Andrew Forrest. De Walk Free Foundation is best bekend om zijn wereldwijde inventaris van moderne slavernij, de Global Slavery Index.

#### Andere organisaties
Vele mensenrechtenorgranisaties rekenen moderne slavernij tot hun actiegebied, onder meer Amnesty International, de Liga voor de Rechten van de Mens (Nederland) en de Liga voor Mensenrechten (België).
Ook een mondiale nieuwsorganisatie als CNN richt zich o.a. op het aan het daglicht brengen en aan de kaak stellen van moderne slavernij.

#### Rechtszaken
In oktober 2008 won een voormalig kindslavin, de toen 24-jarige Hadijatou Maní, een rechtszaak tegen de staat Niger, die zij had aangeklaagd omdat de overheid haar niet had beschermd tegen slavernij. Niger moest haar bijna 20.000 dollar betalen. Het bleek een opmerkelijke en historische uitspraak in een land waar naar schatting 40.000 slaven worden gehouden. Ook Mauritanië geldt als een van de landen waar nog slavernij voorkomt. De slavernij is daar weliswaar wettelijk afgeschaft, maar de daardoor geboden vrijheid zou slechts theoretisch zijn: de "vrijgelatenen" verrichten nog steeds fysiek zeer zwaar werk voor hun voormalige heren, thans tegen betaling van een schamel loon dat onvoldoende zou zijn voor een zelfstandig bestaan.

## Wetgeving en verdragen
Moderne wetgeving rond nieuwe vormen van slavernij en misbruik van mensen kwam tot stand in het Verenigd Koninkrijk met de Modern Slavery Act 2015, die van kracht werd op 26 maart 2015. Hoewel een reeks nieuwe vormen van uitbuiting in de wet strafbaar werden gesteld, is volgens mensenrechtenadvocaten van vervolging in de praktijk nog niet veel terecht gekomen. In de Verenigde Staten heeft de douane in 2016 via een wijziging van de Tariff Act of 1930 de bevoegdheid gekregen om geïmporteerde goederen die met dwangarbeid zijn geproduceerd, in beslag te nemen.

## Herinneringsdag
De Algemene Vergadering van de Verenigde Naties nam op 2 december 1949 resolutie 317 (IV) aan, waarin het overeen is gekomen om mensenhandel en gedwongen prostitutie tegen te gaan. Sindsdien wordt jaarlijks bij het onderwerp stilgestaan op de Internationale Dag van de Afschaffing van de Slavernij. Het accent van 2 december is in de loop van de jaren steeds meer komen te liggen op de uitbanning van moderne slavernij.